# یاسنا کولار-مردان
یاسنا کولار-مردان (انگلیسی: Jasna Kolar-Merdan؛ زادهٔ ۱۹ اکتبر ۱۹۵۶) بازیکن هندبال اهل یوگسلاوی بود.